# Bucky O'Hare (NES-spel)
Bucky O'Hare (バッキー オヘア Bakkī Ohea?) är ett NES-spel från 1992, baserat på serietidningen med samma namn. Det utvecklades och utgavs av Konami.
Toad Marshall har kidnappat fyra medlemmar i Bucky O'Hare's besättning (Blinky, Deadeye, Jenny och Willy), och fört dem till fyra olika planeter där hans män vaktar fångarna. Bucky O'Hare ger sig av för att rädda dem.

### Fotnoter
1. ↑  ”Arkiverade kopian”. Chicago Tribune. 24 januari 1992. Arkiverad från originalet den 6 juni 2012. https://web.archive.org/web/20120606142612/http://articles.chicagotribune.com/1992-01-24/entertainment/9201070849_1_gooey-web-superheroes-rabbit. Läst 24 september 2010.
2. 1 2 3   Bucky O'Hare Release Information for NES, GameFAQs, arkiverad från ursprungsadressen  den 25 april 2013, https://web.archive.org/web/20130425164346/http://www.gamefaqs.com/nes/587161-bucky-ohare/data, läst 11 september 2013
3. ↑  ”Bucky O’Hare”. NES DB. 21 mars 1992. Arkiverad från originalet den 11 mars 2015. https://web.archive.org/web/20150311182651/http://www.nesdb.se/game_more.php?id=207&rid=1. Läst 21 april 2014.
4. ↑  ”Bucky O'Hare” (på svenska). Nintendomagasinet (Kungsbacka: Atlantic) (2 1993):  sid. 9 (Power Player). februari 1993. Läst 21 april 2014.